# Жанасемейський район
Жанасеме́йський район (каз. Жаңасемей ауданы, рос. Жанасемейский район) — адміністративна одиниця у складі Абайської області Казахстану. Адміністративний центр — місто Семей, яке не входить до складу району і утворює окрему Семейську міську адміністрацію.

## Населення
Населення — 20868 осіб (2021; 25228 у 2009, 28473 у 1999, 34671 у 1989).

## Історія
Жанасемейський район був утворений 1928 року у складі Семипалатинського округу, однак 1930 року він був ліквідований. 4 лютого 1938 року район був відновлений у складі Східноказахстанської області. Тоді до його складу увійшли 18 сільських рад: Багинська, Балтатарацька, Глуховська, Дельбегетейська, Ебетейська, Знаменська, Іртиська, Карпівська, Климентьєвська, Коконська, Коргамбаєвська, Муратовська, Озерська, Старо-Семипалатинська, Талицька, Чарська та Чебундинська. 14 жовтня 1939 року район увійшов до складу новоутвореної Семпалатинської області. 16 жовтня того ж року Дельбегетейська, Карпівська та Кргамбаєвська сільради були передані до складу Чарського району. Станом на 1945 рік до складу району входили 17 сільських рад: Багинська, Балтатарацька, Глуховська, Ебетейська, Жана-Семейська, Жиєналинська, Знаменська, Іртиська, Климентьєвська, Коконська, Муратовська, Озерська, Старо-Семипалатинська, Талицька, Тепкашинська, Чарська та Чебундинська. 10 червня 1948 року до складу району були включені Байуацька, Кельменбетовська та Ушашинська сільради Майського району сусідньої Павлодарської області. 1950 року була ліквідована Кельменбетовська сільрада, утворена Жиландинська сільрада. 1954 року Ушашинську сільраду приєднали до Байуацької, Жиландинську сільраду до Багинської, Старо-Семипалатинську сільраду до Глуховської, Балтатарацьку сільраду до Іртиської, Талицьку сільраду до Чарської, Ебетейську сільраду до Чебундинської. 1957 року Климентьєвська, Чарська та чебундлинська сільради утворили Ново-Баженівську.
11 листопада 1957 року район був ліквідований, а територія розділена між Ново-Покровським та Чарським районами. 31 січня 1966 року район був відновлений, до його складу увійшли Ново-Баженівська та Суик-Булацька сільради Жарминського району, Знаменська сільрада Абайського району, Глуховська та Жиєналинська сільради Бескарагайського району, Зубаїрівська, Іртиська, Ново-Покровська, Петропавловська, Семейтауська та Тепкашинська сільради Бородуліхинського району. 1967 року Тепкашинська сільрада перейменована в Озерську. 1968 року до складу району увійшли Дельбегетейська та Карасуйська сільради Жарминського району. Того ж року була утворена Прирічна сільрада, ліквідована Семейтуйська сільрада. 1972 року Дельбегетейська, Карасуйська та Суик-Булацька сільради були передані до складу Чарського району. 1974 року була утворена Березовська селищна рада, 1981 року — Жазицька сільрада, 1982 року — Булацька сільрада, 1985 року — Достицька сільрада, 1992 року — Жаркинська сільрада.
20 серпня 1996 року район був ліквідований, територія розділена між Бескарагайським та Бордуліхинським районами, а також територією міста Семипалатинськ. 28 грудня 2023 року було вирішено відновити район з 1 січня 2024 року. Для цього до складу нового району було передано 35,47 км² Бескарагайського району та 27508,54 км² Семейської міської адміністрації.

## Склад
До складу адміністрації входять місто Семей, 2 селищні адміністрації та 12 сільських округів:
| Поселення                         | Площа, км² | Населення, осіб (1989) | Населення, осіб (1999) | Населення, осіб (2009) | Населення, осіб (2021) | Центр        | Населені пункти |
| --------------------------------- | ---------- | ---------------------- | ---------------------- | ---------------------- | ---------------------- | ------------ | --------------- |
| Чаганська селищна адміністрація   | -          | 710                    | 672                    | 725                    | 484                    | Чаган        | 1               |
| Шульбінська селищна адміністрація | -          | 6514                   | 4585                   | 3149                   | 2853                   | Шульбінськ   | 1               |
| Абралинський сільський округ      | -          | 1220                   | 933                    | 638                    | 423                    | Абрали       | 1               |
| Айнабулацький сільський округ     | -          | 249                    | 386                    | 383                    | 233                    | Айнабулак    | 2               |
| Акбулацький сільський округ       | -          | 1553                   | 1111                   | 667                    | 459                    | Акбулак      | 2               |
| Алгабаський сільський округ       | -          | 1541                   | 1241                   | 1069                   | 688                    | Алгабас      | 1               |
| Достицький сільський округ        | -          | 2533                   | 1731                   | 1719                   | 1594                   | Чекоман      | 2               |
| Жиєналинський сільський округ     | -          | 1540                   | 1008                   | 981                    | 721                    | Букенчі      | 2               |
| Іртиський сільський округ         | -          | 2342                   | 2426                   | 2654                   | 2506                   | Мукур        | 3               |
| Карауленський сільський округ     | -          | 2501                   | 2695                   | 2029                   | 1416                   | Кайнар       | 1               |
| Кокентауський сільський округ     | -          | 4050                   | 2585                   | 2236                   | 1647                   | Кокентау     | 3               |
| Новобаженовський сільський округ  | -          | 4380                   | 3586                   | 3247                   | 2296                   | Новобаженово | 4               |
| Озерський сільський округ         | -          | 3121                   | 3180                   | 3106                   | 3343                   | Озерки       | 4               |
| Прирічний сільський округ         | -          | 2417                   | 2334                   | 2625                   | 2205                   | Прирічне     | 5               |

## Найбільші населені пункти
Нижче подано список населених пунктів з чисельністю населення понад 1000 осіб:
| № | Населений пункт | Населення, осіб (1989) | Населення, осіб (1999) | Населення, осіб (2009) | Населення, осіб (2021) |
| - | --------------- | ---------------------- | ---------------------- | ---------------------- | ---------------------- |
| 1 | Шульбінськ      | 6514                   | 4585                   | 3149                   | 2853                   |
| 2 | Озерки          | 1999                   | 2075                   | 2082                   | 2286                   |
| 3 | Новобаженово    | 2236                   | 2040                   | 1914                   | 1498                   |
| 4 | Кайнар          | 1951                   | 2327                   | 1888                   | 1416                   |
| 5 | Кокентау        | 2049                   | 1677                   | 1518                   | 1374                   |
| 6 | Чекоман         | 1527                   | 1203                   | 1306                   | 1333                   |
| 7 | Мукур           | 1210                   | 1133                   | 1258                   | 1129                   |
| 8 | Прирічне        | 1086                   | 1117                   | 1303                   | 1025                   |